# Jean Dumont (typographe)
Pour les articles homonymes, voir Jean Dumont et Dumont.
Jean Dumont, né en 1853 à Bruxelles et mort en 1927 à Bruxelles, est un fondeur de caractères et typographe belge. Il a été directeur de la fonderie typographique Vanderborght, directeur et enseignant de l’École professionnelle de typographie de Bruxelles. Durant la Première Guerre mondiale, il est correcteur au journal Indépendance belge. Il est l’auteur de nombreux ouvrages de typographie dont le Vade-mecum du typographe, appelé « bible des typographes belges d’antan » par certains,, ou son supplément, le Lexique typographique.

## Biographie
En 1879, il fonde le journal Le Typographe, journal de l’Association des typographes à Bruxelles, protestant contre les mauvaises conditions d’embauchage des apprentis et déplorant la décadence de l’art typographique. En novembre 1886, cette association fait des démarches auprès des chefs d’imprimerie de l’agglomération bruxelloise et obtient en décembre leur accord pour la création d’une école professionnelle avec l’intervention du Cercle de l’Imprimerie et de la Libraire, et de la Chambre syndicale de l’Imprimerie. En décembre 1887, une Association de l’École professionnelle de typographie est constituée et un bulletin d’adhésion et de souscription est lancé.
L’École professionnelle de typographie de Bruxelles est ouverte le 18 novembre 1888, et Dumont en est le directeur.
Il travaille pour la fonderie A. & F. Vanderborght et, en 1901, devient associé avec Alexandre Vanderborght lorsque son frère François se retire pour des raisons de santé. La fonderie est alors renommée « A. Vanderborght & Dumont ».